# Gubernia Iaroslavl
Gubernia Iaroslavl (în rusă Ярославская губерния, transliterat: Iaroslavskaia gubernia) a fost o diviziune administrativă (gubernie) a Imperiului Rus, situată în Rusia Europeană, în regiunea Volga Superioară. Ea a existat din 1777 până în 1929; sediul acesteia a fost în orașul Iaroslavl.